# Piece of Me Tour
Piece of Me Tour (também chamada de Piece of Me: Exclusive Limited Tour) foi a décima turnê da cantora estadunidense Britney Spears. Embora espelhe amplamente sua residência Britney: Piece of Me, ocorrida em Las Vegas, nos Estados Unidos, e concluída em dezembro de 2017; o show foi atualizado com novos remixes, tecnologia de produção, efeitos visuais e modificações de repertório para se acomodar a shows em arena.
Depois de realizar 11 shows na Ásia, durante o verão de 2017, sob o titulo Britney: Live in Concert, o show foi adaptado para ser apresentado em várias cidades selecionadas da América do Norte e Europa. A turnê foi anunciada em janeiro de 2018, e foi iniciada em julho.
A Piece of Me Tour foi classificada em 86º e 30º lugar na lista de fim de ano das 100 melhores turnês de 2018 da Pollstar na América do Norte e no mundo, respectivamente. No total, a turnê arrecadou US$ 54.3 milhões com 260.531 ingressos vendidos, sendo a sexta turnê feminina de maior bilheteria de 2018, e a segunda turnê feminina de maior venda do Reino Unido em 2018.
Em 5 de setembro de 2018, a turnê foi indicada ao prêmio A Turnê de 2018 no 44º People's Choice Awards.